# Marina Freudenberg
Marina Alexandra Freudenberg, rozená Blumová (* 3. května 1947 Opava) je německá lékařka původem z Československa, vědecká pracovnice v oblasti imunologie, zahraniční členka Učené společnosti České republiky.

## Život a vědecká kariéra
Mládí prožila v pražských Vršovicích, kde absolvovala nejprve základní školu v Kodaňské ulici (dnes Základní škola Karla Čapka) a potom gymnázium v Přípotoční (tehdejší SVVŠ).
Od roku 1965 studovala na Lékařské fakultě Univerzity Karlovy, po emigraci v roce 1968 studium dokončila v roce 1971 na lékařské fakultě Univerzity Johanna Wolfganga Goetheho ve Frankfurtu. V roce 1974 obhájila doktorskou práci na Univerzitě Alberta-Ludvíka ve Freiburgu a v roce 1995 se zde habilitovala v oboru experimentální mikrobiologie.
V letech 1972–2012 působila ve Freiburgu v Institutu Maxe Plancka pro imunobiologii a epigenetiku, kde od roku 1974 pracovala v týmu, který vedl Chris Galanos (1937–2015), její pozdější manžel, a který pak od roku 2002 sama vedla; jejich společná studie o receptoru TLR4 publikovaná v roce 1998 v časopise Science byla klíčovým východiskem ve vývoji nových metod týkajících se aktivace vrozené imunity, za které později obdržel Bruce Beutler v roce 2011 Nobelovu cenu za fyziologii a lékařství.
V letech 2003–2008 byla Marina Freudenberg také externí profesorkou lékařské fakulty na univerzitě v Bari v Itálii, v roce 2012 působila na univerzitě v São Paulo v Brazílii. Od roku 2012 je i vědeckou pracovnicí Laboratoře buněčné a molekulární imunologie v Mikrobiologickém ústavu Akademie věd České republiky.
V roce 2016 jí byla Mezinárodní společnosti pro endotoxiny a vrozenou imunitu udělena Cena Sheldona E. Greismana (Sheldon E. Greisman Award of the International Endotoxin and Innate Immunity Society) za příspěvek k objasnění souvislostí mezi mikroorganismy a vrozenou imunitou. Od roku 2017 je zahraniční členkou Učené společnosti.